# Liste der Naturdenkmale in Lamspringe
Die Liste der Naturdenkmale in Lamspringe nennt die Naturdenkmale in Lamspringe im Landkreis Hildesheim in Niedersachsen.

## Naturdenkmale
| Bild | Bezeichnung          | Ort, Lage                                                                                                 | Beschreibung | Schutzzweck           | Nummer    |
| ---- | -------------------- | --- | ------------ | --------------------- | --------- |
| BW   | Platane und Kastanie | Lamspringe vor dem Klosterportal (51° 57′ 47,6″ N, 10° 0′ 57,4″ O)                                        |              | Schönheit, Seltenheit | D-HI 180  |
| BW   | Kühlsbuche           | Lamspringe-Glashütte ca. 300 m nördlich der Revierförsterei Ziegelhütte (51° 57′ 14,8″ N, 10° 2′ 59,6″ O) |              | Heimatkunde           | D-HI 181  |
| BW   | Friedenseiche        | Neuhof Lermunder-Straße 2 (51° 58′ 42,1″ N, 10° 1′ 42,5″ O)                                               |              | Schönheit             | D-HI 191  |
| BW   | Linde                | Sehlem vor dem Haus Thieberg 5 (52° 0′ 44,3″ N, 9° 58′ 27,8″ O)                                           |              | Eigenart, Seltenheit  | ND-HI 200 |
| BW   | 2 Linden             | Sehlem auf dem alten Friedhof (52° 0′ 42,6″ N, 9° 58′ 31,8″ O)                                            |              | Schönheit             | ND-HI 202 |
| BW   | Linde                | Sehlem auf dem Grundstück Hauptstraße 40 (52° 0′ 38,5″ N, 9° 58′ 27,1″ O)                                 |              | Schönheit, Seltenheit | ND-HI 395 |